# Tobar
Tobar és un municipi de la província de Burgos a la comunitat autònoma de Castella i Lleó. Forma part de la comarca d'Odra-Pisuerga.

## Demografia
| 1991 | 1996 | 2001 | 2004 |
| ---- | ---- | ---- | ---- |
| 56   | 49   | 50   | 43   |

## Galeria

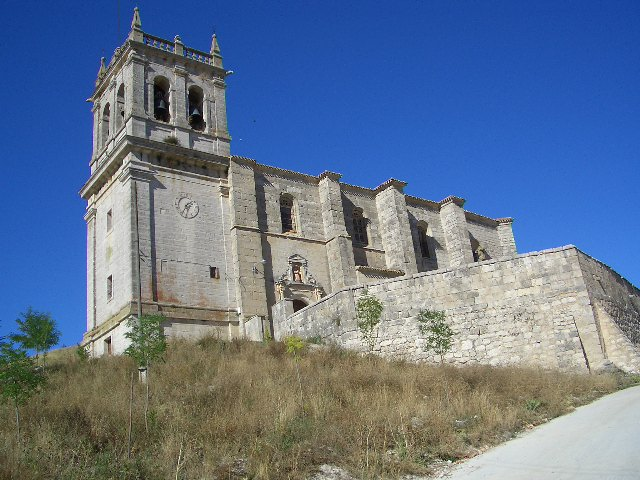
Església de Santa Maria
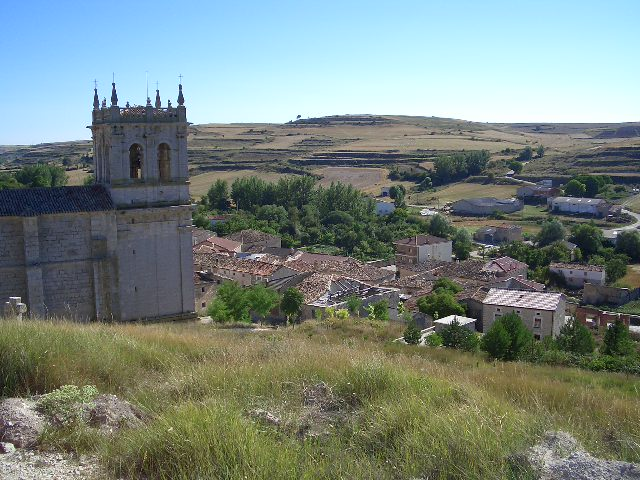
Vista des de la pujada de l'Església
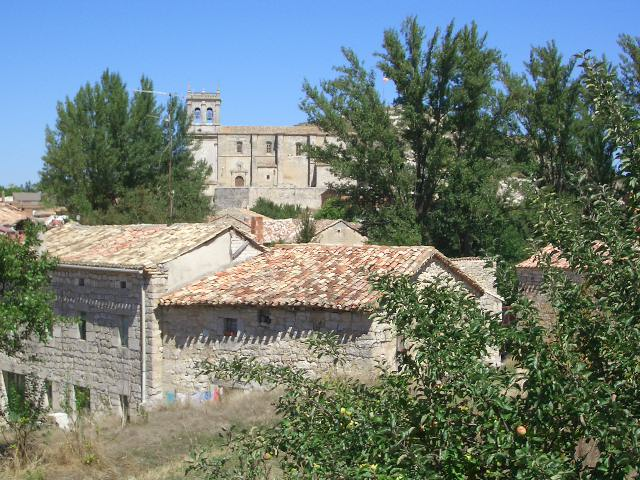
Vista des de la pujada del Castell